# Districtul Ban Haet
Ban Haet (în thailandeză บ้านแฮด) este un district (Amphoe) din provincia Khon Kaen, Thailanda, cu o populație de 32.135 de locuitori și o suprafață de 205,2 km².

## Componență
Districtul este subdivizat în 4 subdistricte (tambon), care sunt subdivizate în 45 de sate (muban).
| Nr. | Nume        | În thailandeză | Sate | Locuitori |  |
| --- | ----------- | -------------- | ---- | --------- |  |
| 1.  | Ban Haet    | บ้านแฮด         | 11   | 8,888     |  |
| 2.  | Khok Samran | โคกสำราญ       | 16   | 9,014     |  |
| 3.  | Non Sombun  | โนนสมบูรณ์       | 11   | 9,260     |  |
| 4.  | Nong Saeng  | หนองแซง        | 7    | 4,973     |  |